# Ahmed Hamdi
Ahmed Hamdy (Il Cairo, 10 febbraio 1998) è un calciatore egiziano, centrocampista dello Zamalek.

## Carriera

### Gli inizi
Cresciuto nel settore giovanile dell'Al-Ahly, Hamdy esordisce in prima squadra il 18 dicembre 2015, durante una partita di campionato giocata contro lo Smouha; viene fatto entrare nel secondo tempo. Alla sua prima stagione tra i professionisti riesce ad esordire anche in CAF Champions League, partendo da titolare nel match disputatosi contro l'ASEC Mimosas, venendo poi sostituito nel corso della seconda frazione di gioco. Nell'arco della prima stagione colleziona 8 presenze tra campionato e coppe. Complice la giovane età fa la spola tra giovanili e prima squadra, fin quando il club decide di girarlo in prestito all'El-Gouna con cui gioca con più regolarità, arrivando a mettere insieme più di quaranta presenze in due stagioni.
Il 4 febbraio 2021 viene ingaggiato a titolo temporaneo dal Montréal Impact. Il 1º maggio esordisce in MLS entrando a partita in corso contro il Columbus Crew in sostituzione di Amar Sejdič. Il 18 luglio, subentrato nel secondo tempo, è protagonista della rimonta dei canadesi sul FC Cincinnati; entrato sul 2-4 per gli avversari, realizza la doppietta per la definitiva rimonta per 5-4, dimostrandosi determinante per la vittoria finale.

### Nazionale
Ha giocato con le selezioni giovanili Under 20 e Under 23 egiziane, giocando con l'U-20 la Coppa d'Africa di categoria.

## Statistiche

### Presenze e reti nei club
Statistiche aggiornate al 1º dicembre 2023.
| Stagione           | Squadra            | Campionato         | Campionato | Campionato | Coppe nazionali | Coppe nazionali | Coppe nazionali | Coppe continentali | Coppe continentali | Coppe continentali | Altre coppe | Altre coppe | Altre coppe | Totale | Totale |
| Stagione           | Squadra            | Comp               | Pres       | Reti       | Comp            | Pres            | Reti            | Comp               | Pres               | Reti               | Comp        | Pres        | Reti        | Pres   | Reti   |
| ------------------ | ------------------ | ------------------ | ---------- | ---------- | --------------- | --------------- | --------------- | ------------------ | ------------------ | ------------------ | ----------- | ----------- | ----------- | ------ | ------ |
| 2015-2016          | Al-Ahly            | PL                 | 7          | 0          | CE              | 1               | 0               | CCL                | 1                  | 0                  |             | -           | -           | 9      | 0      |
| 2016-2017          | Al-Ahly            | PL                 | -          | -          |                 | -               | -               |                    | -                  | -                  |             | -           | -           | -      | -      |
| 2017-2018          | Al-Ahly            | PL                 | 7          | 1          | CE              | 1               | 1               | CCL                | 1                  | 0                  |             | -           | -           | 9      | 2      |
| 2018-2019          | Al-Ahly            | PL                 | -          | -          | CE              | 1               | 0               |                    | -                  | -                  |             | -           | -           | 1      | 0      |
| Totale Al Ahly     | Totale Al Ahly     | Totale Al Ahly     | 14         | 1          |                 | 3               | 1               |                    | 2                  | 0                  | -           | -           | -           | 19     | 2      |
| 2018-2019          | El-Gouna           | PL                 | 14         | 1          |                 | -               | -               |                    | -                  | -                  |             | -           | -           | 28     | 6      |
| 2019-2020          | El-Gouna           | PL                 | 23         | 4          | CE              | 1               | 0               |                    | -                  | -                  |             | -           | -           | 24     | 4      |
| 2020-2021          | El-Gouna           | PL                 | 4          | 2          |                 | -               | -               |                    | -                  | -                  |             | -           | -           | 4      | 2      |
| Totale Al Gouna    | Totale Al Gouna    | Totale Al Gouna    | 41         | 7          |                 | 1               | 0               |                    | -                  | -                  | -           | -           | -           | 42     | 7      |
| mar.-dic. 2021     | CF Montréal        | MLS                | 23         | 2          | CC              | 3               | 0               |                    | -                  | -                  |             | -           | -           | 26     | 2      |
| 2022               | CF Montréal        | MLS                | 9          | 0          | CC              | 2               | 0               | CCL                | -                  | -                  |             | -           | -           | 11     | 0      |
| 2023               | CF Montréal        | MLS                | 13         | 1          | CC              | 2               | 0               |                    | -                  | -                  | LC          | 1           | -           | 16     | 1      |
| Totale CF Montréal | Totale CF Montréal | Totale CF Montréal | 45         | 3          |                 | 7               | 0               |                    | -                  | -                  | -           | 1           | 0           | 53     | 3      |
| Totale carriera    | Totale carriera    | Totale carriera    | 99         | 11         |                 | 11              | 1               |                    | 2                  | 0                  | -           | 1           | 0           | 113    | 12     |

## Palmarès

### Club

#### Competizioni nazionali
- Campionato egiziano: 2

Al-Ahly: 2015-2016, 2017-2018
- Canadian Championship: 1

CF Montréal: 2021

#### Competizioni internazionali
- Coppa della Confederazione CAF: 1

Zamalek: 2023-2024
- Supercoppa CAF: 1

Zamalek: 2024